# Rafael de Ochoa Madrazo
Rafael de Ochoa Madrazo (Madrid, 14 de marzo de 1858-1935) fue un pintor español.

## Biografía
Hijo de Eugenio de Ochoa, nació en Madrid el 14 de marzo de 1858. Fue discípulo en París de Jean-Léon Gérôme y Raimundo de Madrazo, así como alumno de la Escuela de Bellas Artes de la capital francesa, y de su tío Federico de Madrazo en Madrid. En la Exposición de Madrid de 1878, presentó Una aldeana francesa; en la de París de 1879, Una misa en San Felipe de Roule de París, y en la abierta por Hernández en Madrid en 1882, Una incroyable. Según apunta Ballesteros Robles, fueron «muy del agrado del público inteligente». Habría fallecido en 1935. Su hermano Carlos fue literato.